# Jazz fusion
Pour les articles homonymes, voir Fusion.
Genres dérivés
Smooth jazz, acid jazz, jazz punk, rock progressif, krautrock
Le jazz fusion (ou jazz-rock), aussi stylisé jazz-fusion et parfois simplement dénommé fusion, est un genre de jazz ayant émergé vers la fin des années 1960 aux États-Unis, mêlant des éléments extraits du jazz avec d'autres courants musicaux comme le rock et le rap.

## Histoire

### Origines
Le trompettiste et compositeur Miles Davis est un acteur majeur de la naissance et du développement du jazz fusion. Après avoir enregistré un grand nombre d'albums entre 1959 et 1963 et avoir popularisé plusieurs genres de jazz, en particulier le cool jazz et le jazz modal, Miles Davis entre dans une période particulièrement productive à partir de 1964, avec un quintette formé de Wayne Shorter, Ron Carter, Herbie Hancock et Tony Williams. Le quintet est source d'une formidable jubilation pour Davis, qui trouve une grande satisfaction dans le jeu de ses partenaires. L'album de 1966 Miles Smiles incorpore déjà des mélanges de métrique qui deviendraient caractéristiques du jazz-rock.
En 1967, Miles Davis ressent la nécessité de changer l'orientation de sa musique, en s'intéressant aux instruments électriques, notamment la guitare. Miles est particulièrement impressionné par Jimi Hendrix, tout comme John McLaughlin, avec qui il collabore pour l'album In a Silent Way, et avec qui il partage une même vision du rôle de la guitare électrique. En 1968, l'album Miles in the Sky inclut pour la première fois des instruments électriques, avec l'utilisation de claviers par Hancock sur la piste Stuff et l'apparition du guitariste électrique George Benson sur Paraphernalia. Davis poursuit ses explorations des sonorités électriques dans l'album Filles de Kilimanjaro de 1968, toutefois plus proche de la veine du jazz traditionnel ; il fait pour la première fois appel à Dave Holland et Chick Corea.
En 1969, Davis introduit une approche résolument électrique du jazz dans In a Silent Way, qui peut être considéré comme son premier album de fusion. Le caractère innovateur de celui-ci sera quelque peu occulté par ses productions suivantes, dans lesquelles il se plonge résolument dans cette nouvelle approche musicale. Moins d'un an plus tard sort l'album Bitches Brew, dans lequel il abandonne clairement le jazz traditionnel pour adopter un style d'improvisation plus proche du rock. L'album est également remarquable pour ses innovations au niveau du rythme et de l'utilisation du studio d'enregistrement. Davis poursuit son travail dans la lignée de la fusion jusqu'en 1975 en sortant les albums Live-Evil, A Tribute to Jack Johnson, On the Corner, et Big Fun, puis il se retire temporairement jusqu'en 1981.

### Années 1970

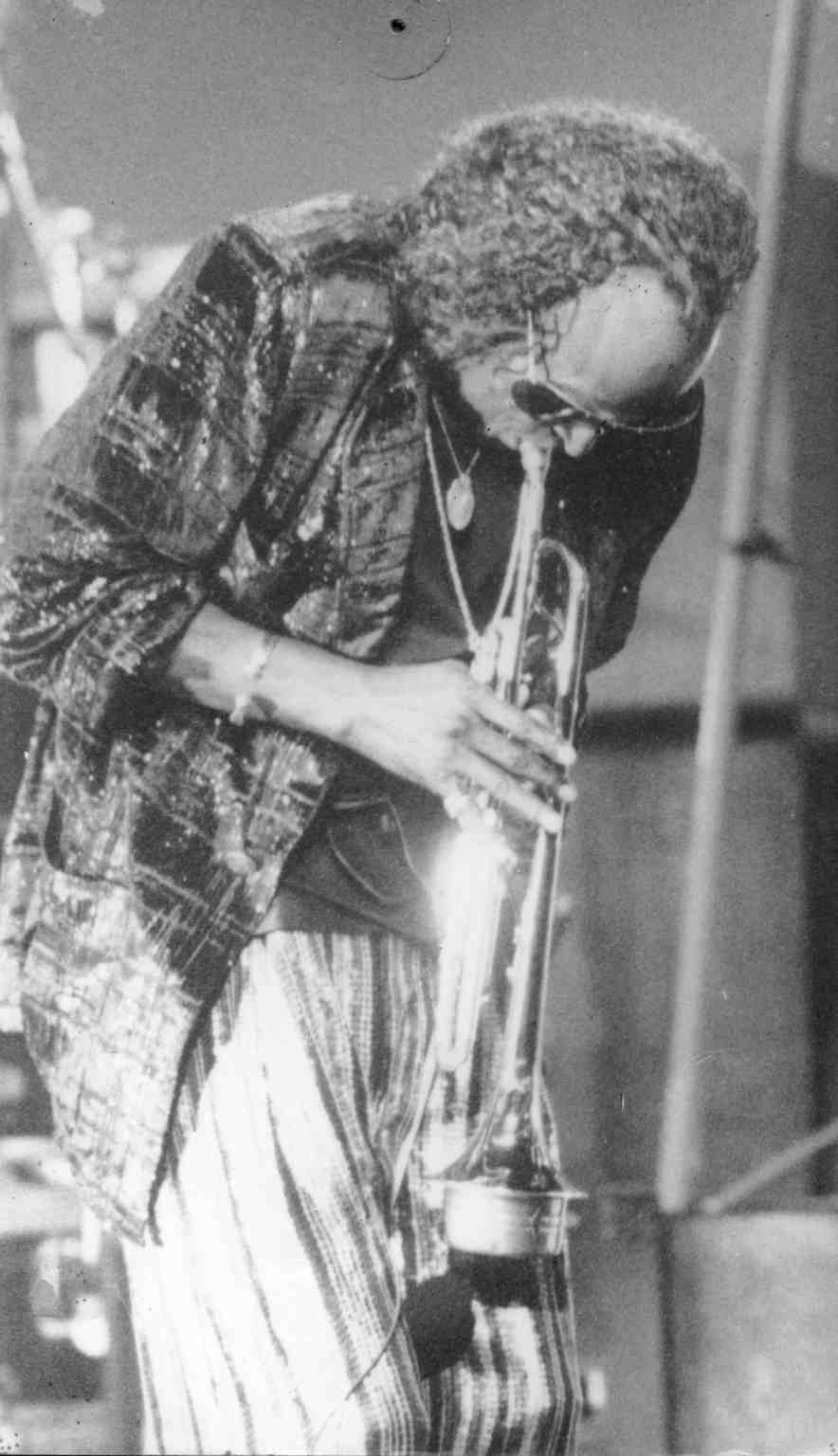
Le trompettiste Miles Davis sur scène à Rio de Janeiro en 1984.

Le groupe Steely Dan fut l'un des groupes les plus célèbre de jazz-fusion qui quant à eux, seront tournés plus vers le jazz-rock. Il connaîtront leur plus grand succès avec le single Do It Again de l'album Can't Buy A Thrill, single qui est inspiré de jazz, rock et musique latino. Une grande partie de la fusion produite aux États-Unis est l'œuvre d'un noyau de musiciens qui avaient travaillé avec Miles Davis sur les albums fondateurs In a Silent Way et Bitches Brew. En plus de Davis, les figures importantes du jazz-rock des débuts sont John McLaughlin, Larry Coryell, Billy Cobham (avec son album Spectrum), Tony Williams, Herbie Hancock, Chick Corea (avec son groupe Return to Forever), Joe Zawinul et Wayne Shorter avec leur groupe emblématique Weather Report. Herbie Hancock est le premier à suivre la voie ouverte par Davis en produisant plusieurs albums de fusion expérimentale (comme Crossings, 1972), mais il change rapidement d'orientation et se tourne plutôt vers le jazz-funk, dont il devient un acteur majeur par la réalisation d'albums tels que Head Hunters (1973) ou Thrust (1974). Plus tard, dans les années 1970 et au début des années 1980, Hancock produit une musique plus accessible, tout en enregistrant certains disques de jazz acoustique. Il est l'un des premiers musiciens de jazz à utiliser des synthétiseurs (bien qu'il réservât au début leur utilisation aux musiciens qui l'accompagnaient). À la fin des années 1970, le bassiste John Wetton fonde le groupe UK qui sera également un groupe de jazz-fusion.
À ses débuts, Weather Report est un groupe de fusion tournée vers l'avant-garde expérimentale, dans la lignée de In a Silent Way. Le groupe est particulièrement remarqué à la sortie de ses premiers albums studio et live, comprenant des chansons dont la durée excède parfois les trente minutes. Plus tard le groupe adopte un son plus commercial et remporte un grand succès avec la chanson Birdland. On peut également remarquer dans les albums du groupe des influences de différents styles musicaux latins ou africains, qui créent un nouveau courant de fusion lié à la world music. Jaco Pastorius, un bassiste électrique à l'approche innovante et techniquement spectaculaire, rejoint le groupe en 1976 sur l'album Black Market et est particulièrement mis en avant dans l'album live de 1979 8:30.
Heavy Weather est un des disques de jazz-rock ayant remporté le plus grand succès populaire. Au Royaume-Uni, le mouvement de jazz fusion est mené par le groupe Nucleus de Ian Carr et dont les deux membres clef Karl Jenkins et John Marshall rejoignent plus tard le groupe emblématique Soft Machine; ses leaders seront plus tard connus sous le nom d'école de Canterbury. Leur album le plus vendu, Third (1970), est un album double comprenant une piste par face, dans le style des enregistrements de Miles Davis mentionnés plus haut. Un autre groupe britannique notable dans la lignée du jazz-rock de Blood, Sweat and Tears et Chicago est If, qui produit un total de sept albums dans les années 1970.

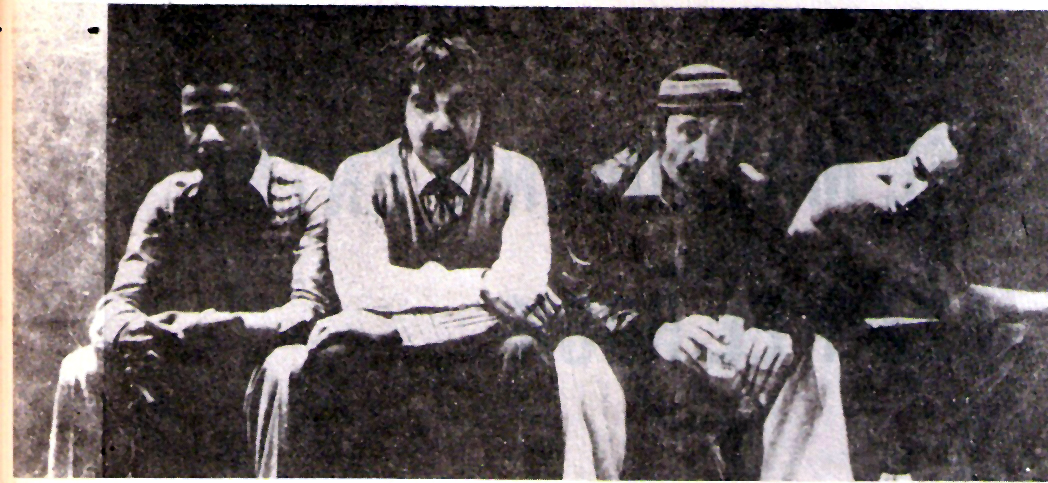
Weather Report se lance comme groupe expérimental.

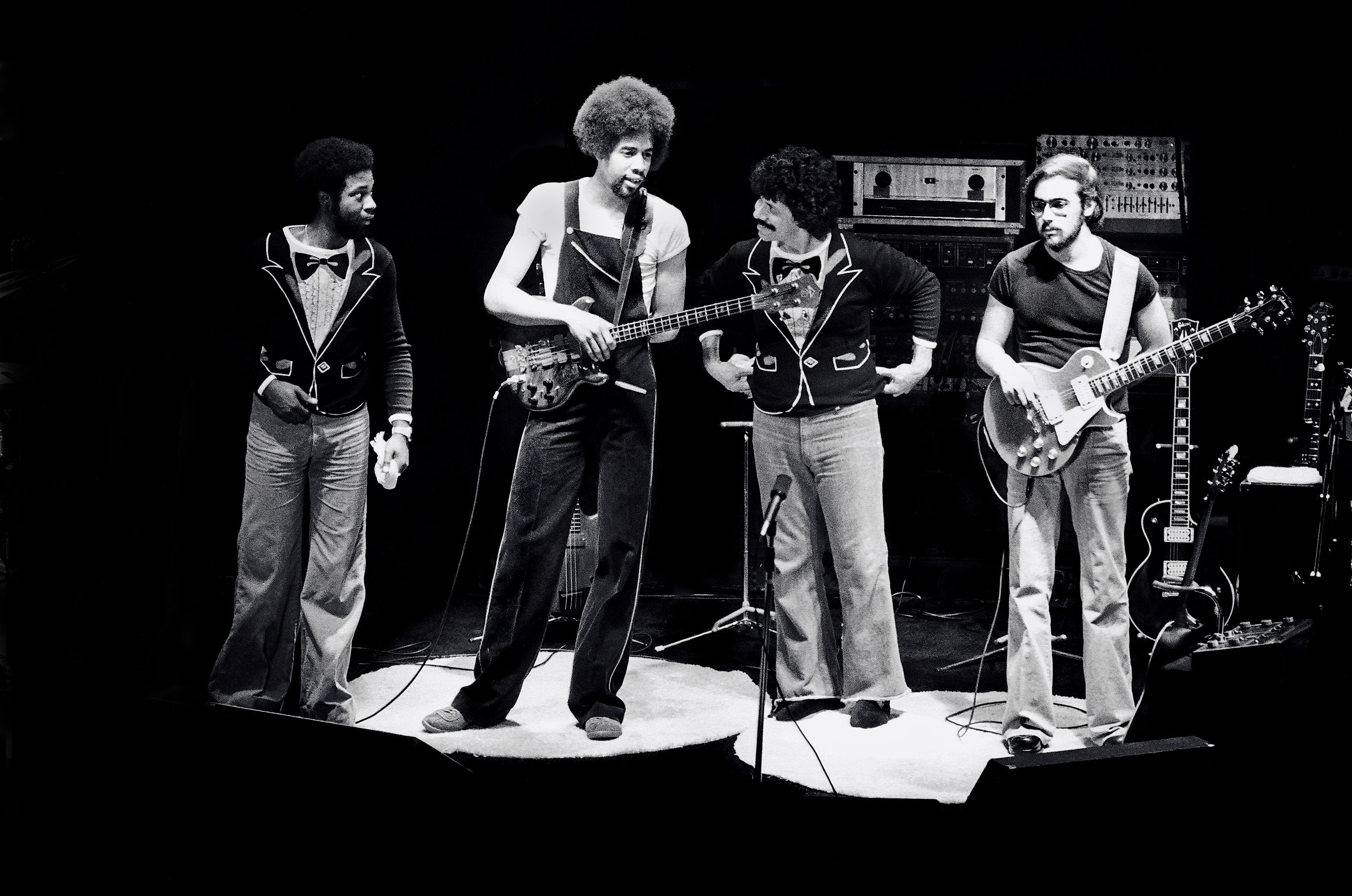
Return to Forever en 1976.

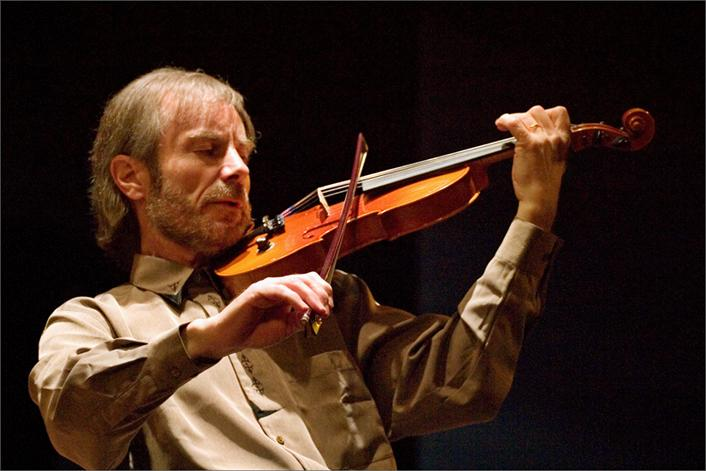
Le violoniste français Jean-Luc Ponty.

Chick Corea forme en 1972 le groupe Return to Forever. Le style des débuts du groupe est influencé par la musique latine (avec les brésiliens Flora Purim au chant et Airto Moreira aux percussions) mais un tournant est pris vers un son résolument jazz-rock, avec l'incorporation d'influences issues de la musique psychédélique et du rock progressif. Le nouveau batteur, Lenny White, est un ancien collaborateur de Miles Davis. Les chansons de Return to Forever sont particulièrement mélodieuses grâce au style du compositeur Corea et au jeu de basse de Stanley Clarke, qui est souvent considéré avec Pastorius comme le bassiste électrique le plus influent des années 1970. Le guitariste Al Di Meola, qui commence sa carrière avec Return to Forever en 1974, devient rapidement l'un des plus importants guitaristes de jazz fusion. Dans ses albums solo il est l'un des premiers guitaristes à utiliser la technique du Shred, dont l'usage sera plus tard largement répandu dans le heavy metal.
John McLaughlin forme un célèbre groupe de jazz fusion, le Mahavishnu Orchestra, avec le batteur Billy Cobham, le violoniste Jerry Goodman, le bassiste Rick Laird et le claviériste Jan Hammer. Le premier album The Inner Mounting Flame sort en 1971. Les morceaux du groupe comprennent souvent des longs passages de solos dans lesquels violon et guitare électrique se répondent mutuellement. Hammer innove en utilisant un synthétiseur minimoog avec des effets de distorsion qui lui donnent une sonorité proche de la guitare électrique. Le son de Mahavishnu Orchestra est influencé aussi bien par le rock psychédélique que par la musique indienne traditionnelle, que McLaughlin découvre à la radio alors qu'il est âgé de 13 ans. Il parfait sa connaissance de la musique orientale grâce à son gourou spirituel, Sri Chinmoy, qui lui confère le titre de « Mahavishnu ».
La première déclinaison du groupe se sépare après deux albums studio et un live, mais McLaughlin forme ensuite un autre groupe sous le même nom, avec Jean-Luc Ponty, un violoniste de jazz, qui a également participé à de nombreux albums de fusion, sous son propre nom aussi bien qu'avec Frank Zappa, le batteur Narada Michael Walden, la claviériste Gayle Moran et le bassiste Ralph Armstrong. Le premier album de cette nouvelle version du groupe, Apocalypse, est réalisé en collaboration avec l'orchestre symphonique de Londres. À noter que McLaughlin est également un membre fondateur du groupe de l'ancien batteur de Miles Davis Tony Williams, The Tony Williams Lifetime, groupe de fusion avec l'organiste Larry Young, qui connaît plusieurs variations entre 1969 et 1976 et inclut plus tard le bassiste de Cream, Jack Bruce, et le guitariste Allan Holdsworth.
McLaughlin travaille aussi au début des années 1970 avec le guitariste latin-rock Carlos Santana. Le groupe de ce dernier mêle des influences de la Salsa, du rock, du blues et du jazz, en associant des lignes de guitares limpides et des instruments latins tels que des timbales ou des congas. Santana avait lui aussi été l'élève de Sri Chinmoy, qui l'avait gratifié du titre de « Devadip ». Jan Hammer et Narada Michael Walden vont s'associer ensuite au guitariste britannique Jeff Beck pour l'enregistrement en 1976 de Wired, qui se place dans la lignée de Blow By Blow (enregistré en 1975), les albums étant tous deux largement inspirés de ce mouvement. On y trouve des reprises telles que Goodbye Pork Pie Hat, composée par Charles Mingus, qui lui enverra une lettre de félicitations. Ces deux albums sont parmi les plus innovants que Jeff Beck ait jamais sortis. Suivra la sortie d'un disque Live enregistré avec le Jan Hammer Group.
Parmi les autres musiciens qui émergent du mouvement jazz fusion des années 1970 on peut également citer les guitaristes Larry Coryell, avec son groupe The Eleventh House, et Pat Metheny. Le groupe de ce dernier, fondé en 1977, remporte un succès notable dans les charts avec son second album, American Garage (1980). Bien que certains jazzmen ou critiques de jazz aient sévèrement critiqué l'utilisation des styles du rock et des instruments électriques ou électroniques, on peut remarquer que même de vieux vétérans du jazz comme Buddy Rich, Maynard Ferguson et Dexter Gordon ont finalement révisé leur approche musicale pour y inclure des éléments de fusion. Un autre exemple marquant du jazz fusion ayant mis les cuivres en avant, dans une forme novatrice et pleine d'énergie en cette fin des années 1970, fut le groupe des frères Brecker (Randy et Michael). Dans une autre approche le compositeur et clarinettiste Jean-Christian Michel initie en Europe un cross-over Jazz-classique fusionnant jazz et musique sacrée. Il s'entoure de musiciens jazz américains, tels le batteur Kenny Clarke qui l'accompagnera durant une dizaine d'années.

### Années 1980

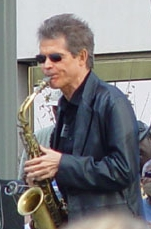
David Sanborn.

Vers la fin des années 1970 et le début des années 1980, une grande partie du mouvement jazz-fusion original se trouve dilué dans d'autres branches de jazz et de rock, tout spécialement le smooth jazz. Le mélange de jazz et de musique pop/rock prend un tournant moins avant-gardiste et plus commercial, sous la forme de compositions aux sonorités plus douces, plus proches du soft rock et susceptibles de connaître une plus large diffusion, radiophonique notamment. Selon l'article de AllMusic sur la fusion, en devenant plus commercial, la musique désignée sous le nom de « fusion » finit par n'être plus qu'une combinaison de jazz, d'easy listening, de pop music et de R&B. Portés par l'énorme succès d'un Al Jarreau, George Benson, ou du groupe Manhattan Transfer (comptant à eux 3 de nombreux Grammy Awards en récompense) d'autres artistes se popularisent tels Kenny G, Bob James et David Sanborn, ou les guitaristes Lee Ritenour et Larry Carlton, figures de cette fusion teintée de pop (aussi connue sous le nom de « west coast » ou « AOR fusion » dont 2 des producteurs majeurs furent Jay Graydon -également immense guitariste solo- et David Foster -immense pianiste mélodiste). Ce courant, fréquemment désigné sous le nom de « smooth jazz », est sujet de controverses aussi bien chez les amateurs de jazz populaire que de jazz fusion, qui considèrent qu'il est trop commercial et manque des qualités qui avaient caractérisé le jazz depuis plusieurs décennies, en particulier sur le plan de l'improvisation.
Kenny G fait en particulier l'objet de sévères critiques aussi bien de la part des fans de fusion que de jazz, ou même d'autres musiciens, alors qu'il remporte un succès commercial considérable. Le critique musical George Graham affirme que « le soi-disant son « smooth jazz » de gens comme Kenny G n'a rien de la flamme et de la créativité qui ont caractérisé le meilleur de la scène fusion durant son âge d'or dans les années 1970. »
Le jazz fusion reçoit, pour sa part, des critiques négatives aussi bien de la part des traditionalistes du jazz qui préféraient les courants principaux et plus conventionnels (particulièrement lors de l'émergence du mouvement), que de la part des amateurs de smooth jazz, qui faisaient le choix d'une musique plus accessible. Ces réactions sont tout à fait analogues à la manière dont les amateurs de swing ont accueilli négativement le bebop dans les années 1940, ou à la posture des défenseurs du « jass » de Dixieland ou de la Nouvelle-Orléans face à l'arrivée du swing à la fin des années 1920. Certains critiques ont également qualifié l'approche musicale de la fusion de prétentieuse, d'autres ont affirmé que ses musiciens étaient trop préoccupés par la virtuosité instrumentale. Quoi qu'il en soit, le jazz fusion a permis de renverser les barrières entre le jazz et différents genres de rock et a ouvert la voie à d'importants développements ultérieurs du jazz tels que l'acid jazz, ce dernier grâce à l'assimilation des tendances électroniques de la musique des années 1980.

### Renouveau
Dans les années 1980, le destin pourtant prometteur du jazz fusion se voit quelque peu désavoué, bien que continuant d'être incarné par certains groupes comme Tribal Tech ou Elektric Band de Chick Corea. L'avènement du smooth jazz avait rendu confuse la signification même du terme « fusion ». Certains groupes contribuèrent cependant vers la fin de la décennie à une renaissance du genre ; nombre d'entre eux étaient des « géants » de la fusion des années 1970 ou d'anciens membres des groupes pionniers. Après une longue pause, Miles Davis continue sa carrière. Il enregistre avec de nouveaux musiciens un jazz-rock teinté de pop tout au long des années 1980 et ignore la critique des fans de son jazz de la première heure en produisant une œuvre toujours controversée. Ses travaux au cours de cette période reçoivent cependant les hommages des amateurs de fusion ou d'autres styles. En 1985, Chick Corea forme un nouveau groupe de fusion nommé Chick Corea Elektric Band, avec de jeunes musiciens tels le batteur virtuose Dave Weckl, le bassiste John Patitucci, le guitariste Frank Gambale et le saxophoniste Eric Marienthal. Le nouveau groupe de jazz-rock de Joe Zawinul dans les années 1980 est The Zawinul Syndicate, qui intègre davantage d'éléments issus de la musique du monde au cours des années 1990.
L'un des groupes importants du début des années 1990 est Tribal Tech, mené par le guitariste Scott Henderson et le bassiste Gary Willis. Henderson est encore membre des formations de Corea et de Zawinul de la fin des années 1980 lorsqu'il met en place son propre groupe, qui inclut également le claviériste Scott Kinsey et le batteur Kirk Covington (tous deux ont également enregistré d'autres projets solos de fusion). Henderson participe aussi au projet jazz-rock du batteur Steve Smith, Vital Information, avec le bassiste Victor Wooten issu de l'éclectique Béla Fleck and the Flecktones ; ils enregistrent sous la bannière de Vital Tech Tones. Le guitariste Allan Holdsworth joue aussi bien dans le registre du rock que de la fusion. D'autres guitaristes d'importance tels qu'Eddie Van Halen, Steve Vai (découvert par Frank Zappa) et Yngwie Malmsteen ont fait l'éloge de son jeu. Dans ses enregistrements de la fin des années 1980 il utilise fréquemment une guitare MIDI de type SynthAxe, dont il affirme qu'elle lui permet de considérablement augmenter ses possibilités de composition et de jeu. Holdsworth continue à produire des disques et à effectuer des tournées à travers le monde de façon régulière. Il a souvent travaillé avec les batteurs Chad Wackerman, Vinnie Colaiuta, ou Gary Husband, qui font eux-mêmes paraître des disques de fusion en solo. Un autre ancien guitariste de Soft Machine, Andy Summers de The Police, sort plusieurs albums de fusion au début des années 1980.
Les guitaristes John Scofield et Bill Frisell ont tous deux réalisé divers enregistrements de fusion au cours des vingt dernières années tout en poursuivant leur exploration d'autres styles musicaux. Pick Hits Live et Still Warm de Scofield sont de bons exemples de fusion. Le guitariste japonais de fusion Kazumi Watanabe produit de nombreux disques au cours des années 1980 et 1990, dont certains, comme Mobo Splash et Spice of Life, ont été particulièrement appréciés.
Le saxophoniste Bob Berg, découvert par Miles Davis, a enregistré un certain nombre d'albums jazz-rock avec son ancien partenaire dans le groupe de Davis, le guitariste Mike Stern. Stern continue de jouer régulièrement de la fusion à New York ou à travers le monde. Ils ont ensemble fréquemment joué avec le très renommé batteur Dennis Chambers, qui enregistre également ses propres albums de fusion. Ce dernier est aussi membre du groupe CAB, mené par le bassiste Bunny Brunel, qui inclut également le guitariste et claviériste Tony MacAlpine. L'album CAB 2 est nommé aux Grammy Awards en 2002. MacAlpine a également été guitariste dans le groupe de metal fusion Planet X, avec le claviériste Derek Sherinian et le batteur Virgil Donati. Bill Evans, un autre ancien membre des groupes de Miles Davis des années 1980, à lui aussi réalisé un certain nombre d'enregistrements de fusion, dont Petite Blonde en 1992, qui a été accueilli très positivement.
Le groupe de Jack DeJohnette Parallel Realities, dont les autres membres sont Dave Holland et Herbie Hancock, deux autres disciples de Davis, ainsi que Pat Metheny, enregistre et s'est produit en concert en 1990; un DVD remarquable sur leur prestation au Mellon Jazz Festival de Philadelphie est édité. Le bassiste de jazz Christian McBride a sorti deux albums de fusion tendance jazz-funk, Sci-Fi (2000) et Vertical Vision (2003). D'autres disques de fusion récents sont ceux du claviériste Mitchel Forman et son groupe Metro, formé avec le bassiste de Mahavishnu Jonas Hellborg, le guitariste virtuose Shawn Lane et le claviériste Tom Coster. [réf. nécessaire]

## Caractéristiques
Le jazz-rock a permis d'élargir considérablement le public du jazz, qui s'était beaucoup réduit avec le free jazz, et a généré de nombreux succès commerciaux. Le mouvement est surtout marqué, entre autres, par Miles Davis, John McLaughlin, Stanley Clarke, Marcus Miller, Herbie Hancock et les groupes Weather Report, Mahavishnu Orchestra et Return to Forever.
À la fin des années 1960, certains musiciens de jazz, emmenés par Miles Davis (In a Silent Way, 1969, suivi de Bitches Brew, 1970), expérimentent le mélange des formes et des techniques d'improvisation du jazz avec les instruments électriques du rock ainsi que les rythmes de la musique soul et du rhythm and blues. Parallèlement, quelques artistes issus du rock commencent à intégrer des éléments venus du jazz à leur musique ; Frank Zappa fut un pionnier avec son album Hot Rats, en 1969. C'est au cours des années 1970 que la fusion connaît son heure de gloire, mais le style continue à évoluer. Plutôt qu'un style musical clairement codifié, le jazz fusion peut être considéré sous l'angle d'une tradition ou d'une approche particulière de la musique. Une partie du rock progressif est également classée sous l'appellation de fusion ; l'ex-batteur de Yes et de King Crimson, Bill Bruford, plus porté par le jazz avec son groupe UK, ainsi que le guitariste de ce même groupe, Allan Holdsworth, lui aussi virtuose du jazz fusion, et le groupe Brand X ayant comme batteur Phil Collins, de Genesis, en sont les exemples.
Le jazz fusion est typiquement une musique instrumentale. Les morceaux sont généralement longs, avec de longues périodes d'improvisation, des motifs et des métriques souvent complexes, (ex. : Actual Proof de Herbie Hancock ou Nite Sprite de Chick Corea), des caractéristiques qu'on retrouve rarement dans les autres formes de musique occidentale. De nombreux musiciens de jazz fusion sont des virtuoses.